# Офіційна емблема НАТО
Офіційна емблема НАТО (англ. Official emblem of NATO) — офіційна емблема міжнародної організації НАТО з колом символізуючим єдність та співпрацю тодішніх 19 країн Північноатлантичного альянсу, де стилізована «троянда вітрів» компасу вказує на спільний шлях до миру, що обрали собі країни-члени НАТО. Зображується білого кольору «компас» на темно-синьому тлі. Зазначена емблема використовується як герб, і на прапорі НАТО.

## Історія
Держсекретар Канади з зовнішніх зв'язків Лестер Пірсон мав невдалий намір представити ескіз емблеми НАТО на сесії Північноатлантичної ради в Лісабоні. У серпні 1952 р. це питання було передано у робочу групу з питань інформаційної політики НАТО, яка рекомендувала Північноатлантичній раді емблему для прапора НАТО.
Багато проектів емблеми були представлені, серед них срібний геральдичний щит з 14 зірками. Де щит символізував захист і заступництво, а дві сині смуги представляли Атлантику, і 14 зірок означали 14 тодішніх членів молодої організації НАТО. Але така конструкція вимагала постійних змін герба, щоразу як нові члени приєднувалися до Альянсу. Запропоновані ескізи не були прийняті.
Ідею дизайну зазначеної емблеми для прапору запропонував працівник Міжнародного секретаріату НАТО.
Тоді Північноатлантична рада виклала рекомендації для вибору емблеми НАТО для використання на прапорі. На їх думку емблема повинна бути доволі простою й вражати дизайном, ілюструвати традиції та ідеали співтовариства, що об'єднують членів НАТО. Після невизначеності емблема НАТО остаточно була прийнята Північноатлантичною радою 14 жовтня 1953 р.. А 28 жовтня 1953 р. Перший Генеральний секретар НАТО Гастінгс Ісмей публічно оголосив, що Північноатлантична рада прийняла дизайн для офіційної емблеми НАТО. І він пояснив, що символіка герба може бути описана як «чотирипроменева зірка, що представляє компас, який тримає нас на правильному шляху до миру, а коло представляє єдність, яка пов'язує 14 країн НАТО, синє ж тло представляє колір Атлантичного океану».

## Гасло

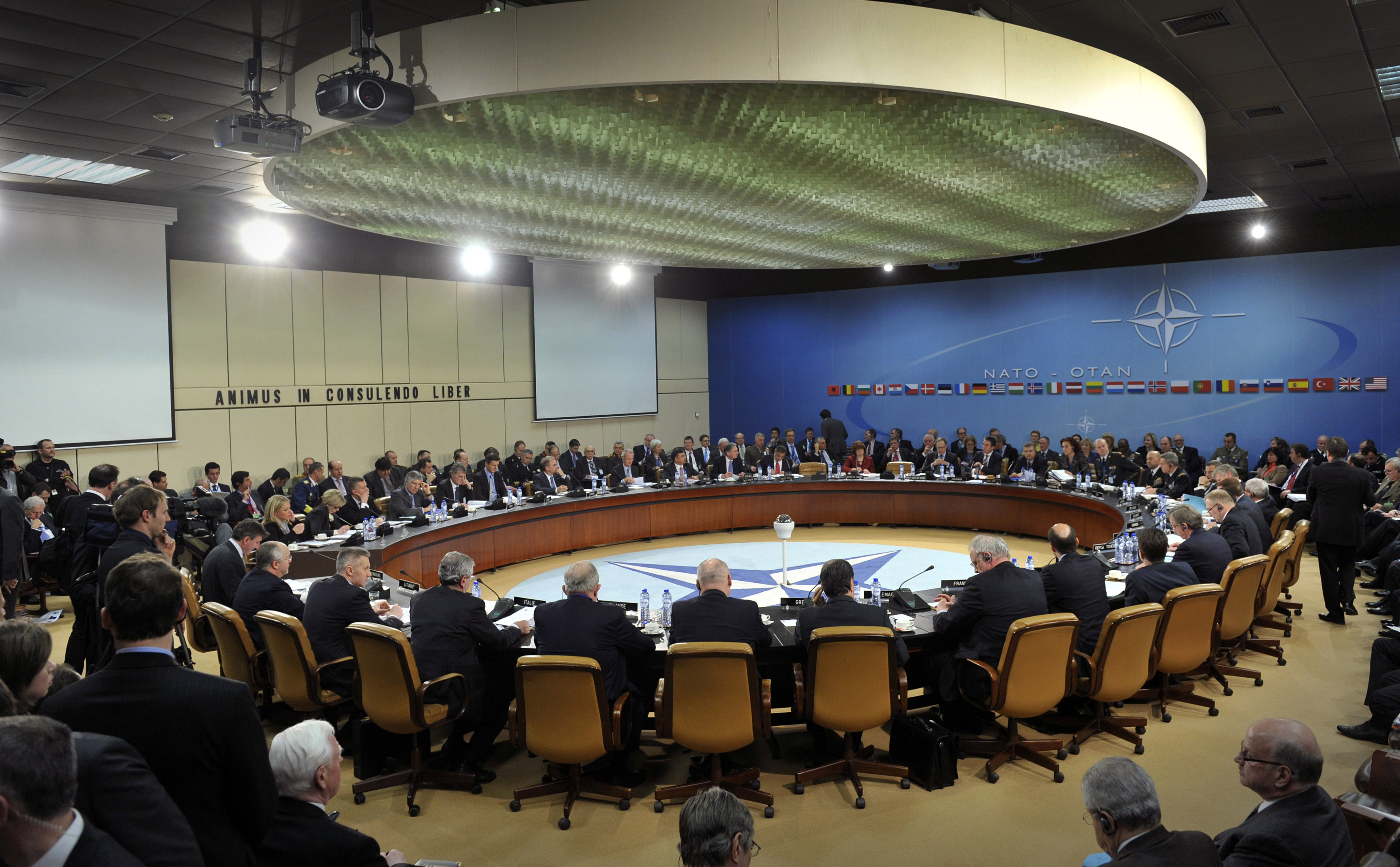
Гасло НАТО зліва на стіні штаб-квартири НАТО

Тодішній Генеральний секретар НАТО пан Поль-Анрі Спаак згідно з геральдичною традицією попросив посла Бельгії в НАТО (у 1952–1976 роках) Андре де Старка підібрати для Північноатлантичного альянсу відповідне гасло. Андре де Старк пригадав фразу латинською мовою зі свого дитинства під час подорожі в католицьку Італію, перебуваючи у Сан-Джиміньяно. Отже, гасло НАТО вигадав пан Андре де Старк: «У раді дух вільний» лат. Animus in consulendo liber.
Даний символ НАТО був ухвалений Північноатлантичною радою НАТО у жовтні 1953 року як офіційний символ Північноатлантичного альянсу. Після чого в м. Парижі відбулася церемонія першого підняття прапору.
У публікації в «Нью-Йорк Таймс» 29 січня 1958 р. офіційний представник НАТО писав:

|  | Насправді, ґеральдично емблема на щиті має восьмипроменеву зірку (клини) з прямими лініями, які перетинаються в одній точці, що представляє чотири напрямки компасу ... організація була заснована щоби без використання війни зупинити комуністичну агресію в Європу ... продовжувати наполегливо радянський розпад, що є найнадійнішим мірилом успіху НАТО |

З моменту свого створення, емблема НАТО була модернізована лишень один раз.

## Галерея

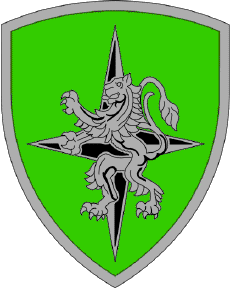
емблема НАТО на шевроні Центральної групи військ
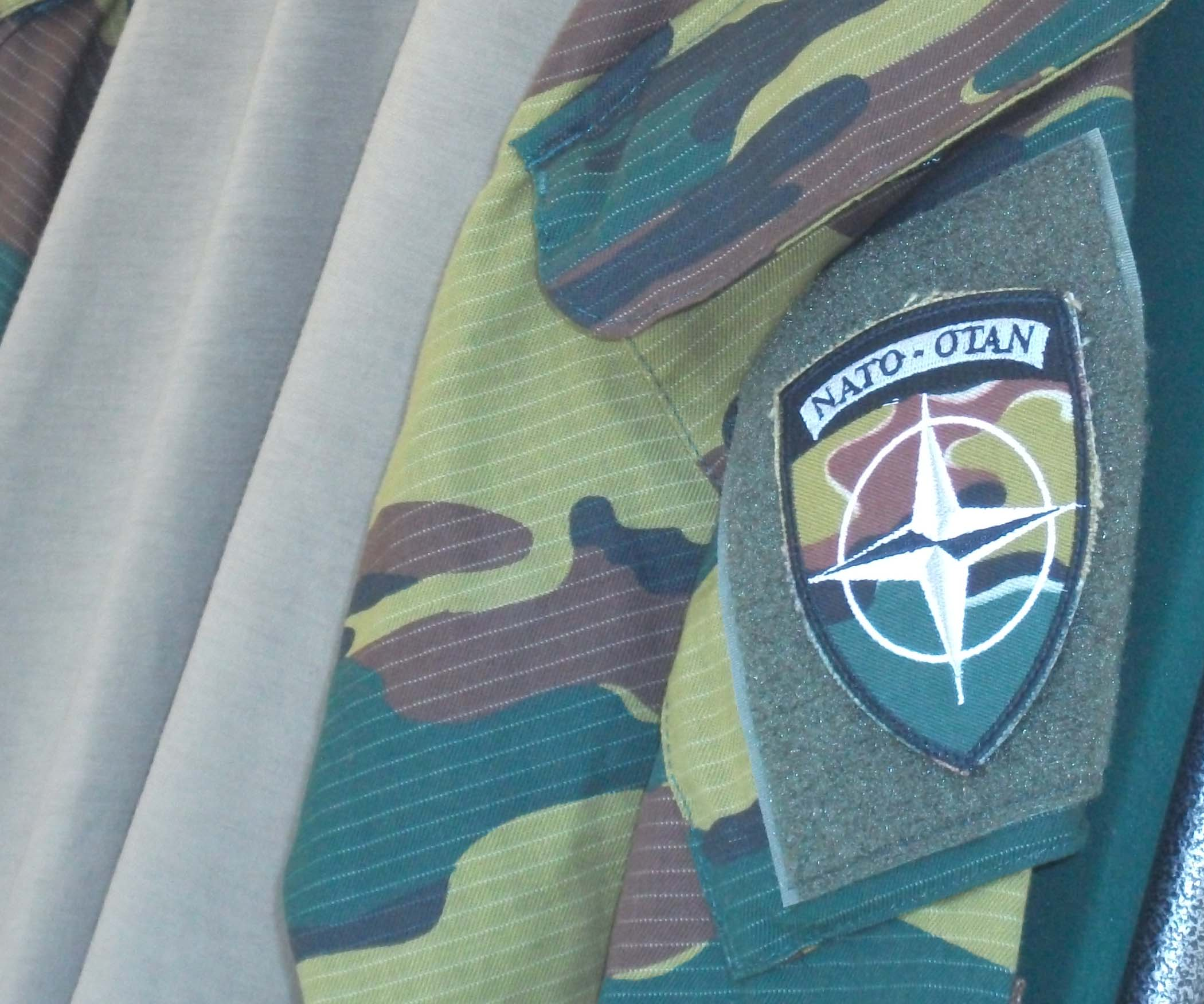
емблема НАТО на шевроні бельгійського камуфляжного однострою (бронежилет)
емблема НАТО на шевроні Штаб-квартири в Мадриді (1999-2013 рр.)
емблема НАТО на шевроні Корпусу Швидкого Розгортання (Іспанія)
емблема НАТО на шевроні Сил швидкого реагування НАТО
емблема НАТО на шевроні Штаб-квартири Союзних Сухопутних військ (Шлезвіг-Гольштейну і Ютландії)
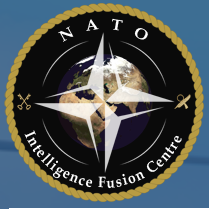
емблема НАТО на шевроні розвідувального центру «NIFC»
емблема НАТО на шевроні саперів Центру передового досвіду «C-IED COE»
емблема НАТО на шевроні Повітряного та Космічного операторського центру
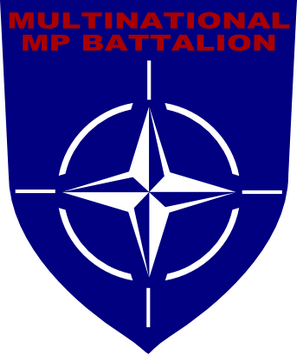
емблема НАТО на шевроні Багатонаціонального батальйону «NATO MN MP BAT»